# In faccia alla morte
In faccia alla morte (Below the Line) è un film muto del 1925 diretto da Herman C. Raymaker che ha come protagonista il famoso cane Rin Tin Tin, una delle prime star canine dello schermo.

## Trama
Rin Tin Tin, un famoso cane da combattimento, cade giù da un treno. Viene trovato da Donald, un giovane che abita in un villaggio vicino e che, con la sua gentilezza, si procura l'affetto e la fedeltà del cane. Dopo che una ricca signora viene assassinata da Jamber Niles, l'omicida tenta di rubare anche il denaro della chiesa aggredendo Donald. Il giovane sta per soccombere quando Rin Tin Tin interviene, uccidendo Niles. Il cane salverà ancora una volta Donald, questa volta insieme a May, la sua fidanzata, dagli scagnozzi di "Cuckoo" Niles. Il delitto della donna sarà risolto e May e Donald potranno pensare a un futuro felice insieme.

## Produzione
Il film fu prodotto dalla Warner Bros.

## Distribuzione
Il copyright del film, richiesto dalla Warner Bros. Pictures, Inc., fu registrato il 20 agosto 1925 con il numero LP21757.
Distribuito dalla Warner Bros., il film venne presentato in prima a New York il 19 settembre 1925, uscendo nelle sale statunitensi il 26 settembre. Il 19 aprile 1926, la Gaumont British Distributors lo distribuì nel Regno Unito. In Portogallo, il film uscì il 27 luglio 1928 con il titolo Rin Tin Tin Polícia.
Copia incompleta della pellicola con le didascalie in francese si trova conservata negli archivi della Filmoteca di Buenos Aires.